# Projet FICON
Pour les articles homonymes, voir FICON (homonymie).

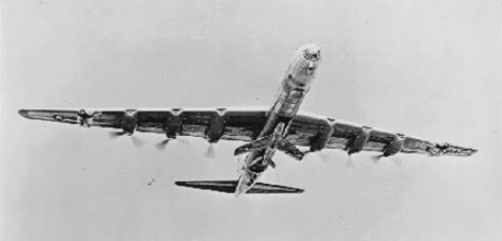
GRB-36 transportant un YRF-84F modifié pour le projet FICON.

Le projet FICON (de l'anglais FIghter CONveyor) est un projet de l'aviation américaine consistant à accrocher un F-84 sous le ventre d'un avion porteur.

## Premiere Version FICON
Bien que le projet XF-85 Goblin/ B-36 ne soit pas une réussite. l'USAF décide de relancer le projet de chasseur parasite.
L'escorte du bombardier n'est plus la mission principale. Les stratèges américains ayant certains doutes quant au potentiel de survie du B-36 face aux appareils de l'URSS, il s'agit alors d'employer le chasseur parasite comme une extension du bombardier.
Le projet FICON est lancé en 1952: un F-84 est accroché sous le ventre d'un avion de reconnaissance RB-36, modifié en GRB-36, destiné à lui fournir plus d'autonomie. Le Thunderjet doit être largué à proximité de l'objectif, lâcher sa bombe atomique et venir s'y ré-accrocher une fois sa mission terminée. Un des inconvénients majeurs étant la traînée engendrée par le F-84 qui réduisait la vitesse du GRB-36 et son rayon d'action de 5 à 10 %.
En mai 1953, le F-84E Thunderjet est remplacé par un appareil plus rapide le F-84F Thunderstreak. Bien que les essais soient réussis, le type de mission (attaque nucléaire) fut abandonné.

## Deuxième Version FICON
Avec l'expérience de la mission d'attaque, l'USAF change sa demande et remplace le F-84F par un appareil de reconnaissance, le RF-84 Thunderflash, afin de disposer d'un moyen de reconnaissance stratégique. Le RF-84 étant équipé de quatre mitrailleuses de 12,7 mm, il peut aussi défendre l'avion porteur. L'USAF demande fin 1953 de construire 25 RF-84F et de modifier dix RB-36 en GRB-26.

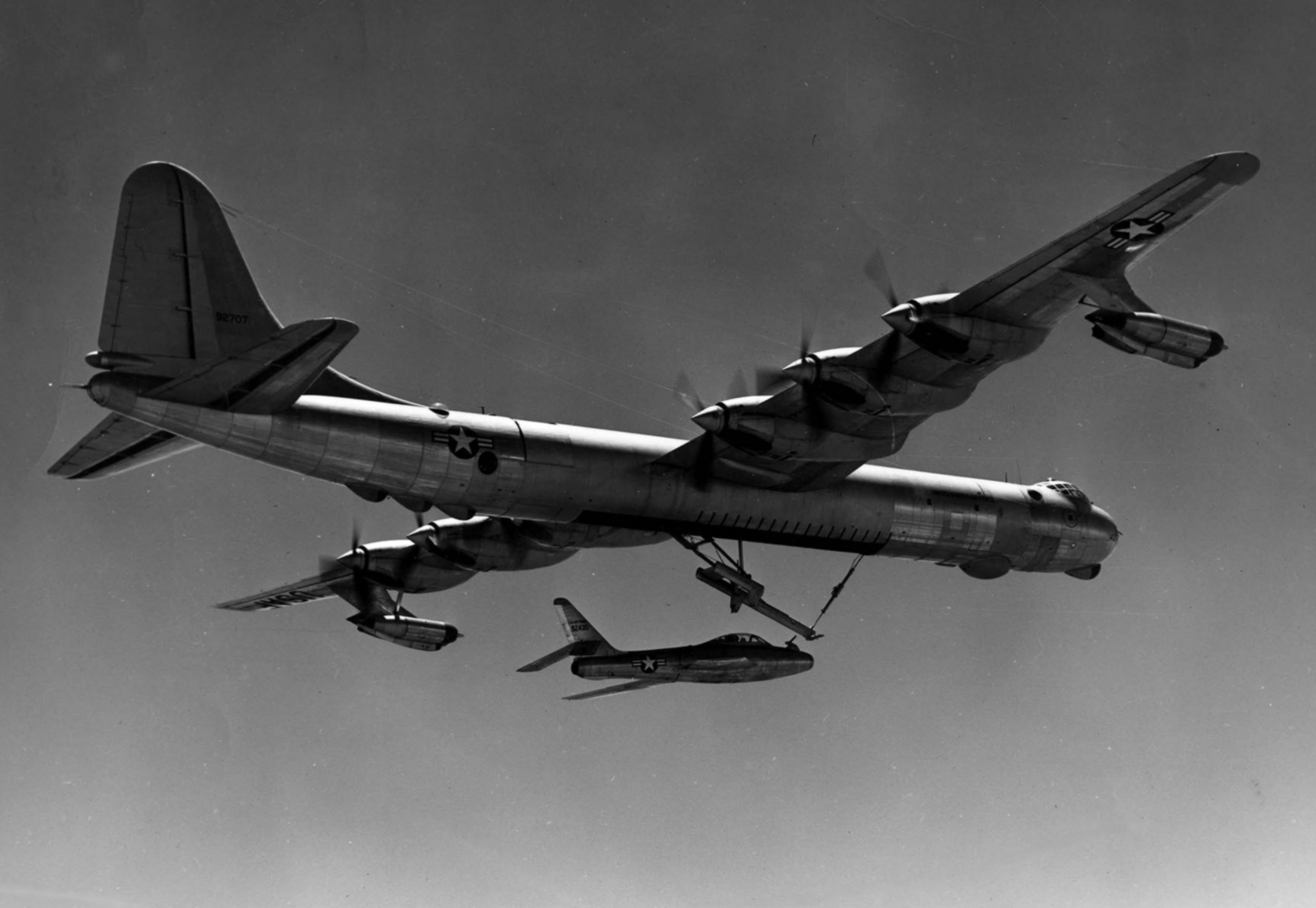
GRB-36 lançant un YRF-84F à partir du trapèze (Archives photographiques du musée de l'USAF).

Le projet fut finalement abandonné, pour deux raisons principales :
- La difficulté d'accrocher le trapèze de l'avion porteur, surtout par mauvais temps ;
- La mise en service de l'avion espion à haute altitude Lockheed U-2.